# تحصیل حضرو
تحصیل حضرو (به انگلیسی: Hazro Tehsil) یک تحصیل در پاکستان است که در پنجاب واقع شده‌است.